# Communauté de communes du Pays vernois
Ne doit pas être confondu avec Communauté de communes du Vernois.
La  communauté de communes du Pays vernois  est une ancienne communauté de communes française située dans le département de la Dordogne, en région Aquitaine.

## Historique
La communauté de communes du Pays vernois a été créée le 18 décembre 2001.
Par arrêté no 121281 du 21 novembre 2012, un projet de fusion est envisagé entre la communauté de communes du Pays vernois et celle du Terroir de la truffe. Cette nouvelle entité prend effet le 1er janvier 2014 et porte le nom de communauté de communes du Pays vernois et du terroir de la truffe.

## Composition
De 2002 à 2013, la communauté de communes du Pays vernois était composée des seize communes du canton de Vergt :
1. Bourrou
2. Breuilh
3. Cendrieux
4. Chalagnac
5. Creyssensac-et-Pissot
6. Église-Neuve-de-Vergt
7. Fouleix
8. Grun-Bordas
9. Lacropte
10. Saint-Amand-de-Vergt
11. Saint-Maime-de-Péreyrol
12. Saint-Michel-de-Villadeix
13. Saint-Paul-de-Serre
14. Salon
15. Vergt
16. Veyrines-de-Vergt

## Administration
| Période       | Période       | Identité                | Étiquette | Qualité                              |
| ------------- | ------------- | ----------------------- | --------- | ------------------------------------ |
| décembre 2001 | décembre 2013 | Jean-Pierre Saint Amand | PS        | Maire de Lacropte Conseiller général |

## Jumelage
En 1996, un jumelage a été initié entre le canton de Vergt et la commune et Saint-Jacques-de-Montcalm au Québec.

## Compétences
- Création, aménagement et entretien d'équipements culturels d'intérêt communautaire : salle de création de spectacle à Saint-Paul-de-Serre.
- Activités périscolaires et extrascolaires (CLSH)
- Assainissement non collectif
- Collecte et traitement des déchets
- Environnement
- Établissements scolaires
- Nouvelles technologies de l'information et de la communication (NTIC) : Internet, câble…
- Permis de construire
- Plans locaux d'urbanisme
- Programme local de l'habitat
- Projet des Pays
- Participation à l'élaboration de schémas de cohérence territoriale (SCOT)
- Voirie d'intérêt communautaire
- Développement économique : zones d'activités industrielle, commerciale, tertiaire, artisanale, multiples ruraux.

### Sources
- Le SPLAF (Site sur la Population et les Limites Administratives de la France)
- La base ASPIC de la Dordogne - (Accès des Services Publics aux Informations sur les Collectivités)